# Puchar Kontynentalny w kombinacji norweskiej 1991/1992
Sezon 1991/1992 Pucharu Kontynentalnego w kombinacji norweskiej rozpoczął się 15 grudnia 1991 we włoskim Predazzo, zaś ostatnie zawody z tego cyklu odbyły się 8 marca 1992 w szwajcarskim Le Brassus. W kalendarzu znalazło się dziewięć zawodów, wszystkie rozegrane zostały metodą Gundersena. 
Pierwotnie cykl ten nosił nazwę Pucharu Świata B, jednak w 2008 roku zmieniono ją na Puchar Kontynentalny. Tytułu najlepszego zawodnika bronił reprezentant Czechosłowacji, Josef Kovařík. W sezonie tym najlepszy okazał się Niemiec, Thomas Krause.

## Kalendarz i wyniki
| Lp | Data             | Miejscowość          | Konkurencja         | 1. miejsce         | 2. miejsce      | 3. miejsce     |
| -- | ---------------- | -------------------- | ------------------- | ------------------ | --------------- | -------------- |
| 1. | 15 grudnia 1991  | Predazzo             | Gundersen K90/15 km | Thomas Müller      | Stefan Kreiner  | Enrico Heisig  |
| 2. | 21 grudnia 1991  | Planica              | Gundersen K90/15 km | Martin Bayer       | Thomas Krause   | Enrico Heisig  |
| 3. | 12 stycznia 1992 | Berchtesgaden        | Gundersen K90/15 km | Thomas Krause      | Ralf Schmidt    | Radomír Skopek |
| 4. | 18 stycznia 1992 | Liberec              | Gundersen K90/15 km | David Šojat        | Zbyněk Pánek    | Martin Bayer   |
| 5. | 9 lutego 1992    | Andelsbuch           | Gundersen K90/15 km | Zbyněk Pánek       | Falk Weber      | Uwe Prenzel    |
| 6. | 15 lutego 1992   | Klingenthal          | Gundersen K90/15 km | Uwe Prenzel        | Thomas Abratis  | Thomas Krause  |
| 7. | 22 lutego 1992   | Szczyrk              | Gundersen K90/15 km | Stanisław Ustupski | Andrea Cecon    | Thomas Krause  |
| 8. | 29 lutego 1992   | Schwarzach im Pongau | Gundersen K90/15 km | Uwe Prenzel        | Ralph Leonhardt | Enrico Heisig  |
| 9. | 8 marca 1992     | Le Brassus           | Gundersen K90/15 km | Jens Wagner        | Radomír Skopek  | Enrico Heisig  |

## Klasyfikacje
| Lp. | Zawodnik           | Punkty |
| 1.  | Thomas Krause      | 108    |
| 2.  | Uwe Prenzel        | 93     |
| 3.  | Radomír Skopek     | 71     |
| 4.  | Zbyněk Pánek       | 69     |
| 5.  | Jens Wagner        | 55     |
| 6.  | Enrico Heisig      | 53     |
| 7.  | Martin Bayer       | 52     |
| 8.  | Tino Feix          | 39     |
| 8.  | David Šojat        | 39     |
| 10. | Nico Reichenberger | 38     |